# 弗兰克·麦克劳克林
弗兰克·麦克劳克林（英語：Frank McLaughlin，1960年4月15日—），加拿大男子帆船运动员。他曾代表加拿大参加1984年、1988年和1992年夏季奥林匹克运动会帆船比赛，其中1988年奥运会获得一枚铜牌。